# Edward Gorczyca
Edward Józef Leopold Gorczyca (10 marca 1895 w Uhercach Zapłatyńskich, zm. ?) – kapitan uzbrojenia Wojska Polskiego.

## Życiorys
Urodził się w Uhercach Zapłatyńskich w ówczesnym powiecie samborskim Królestwa Galicji i Lodomerii . W czasie I wojny światowej walczył w Legionach Polskich. 21 lutego 1917 roku został przydzielony z 1 pułku piechoty do Komendy Żandarmerii Polowej Wojsk Polskich w Warszawie.
25 września 1919 roku został mianowany z dniem 1 października 1919 roku podporucznikiem w żandarmerii. Był dowódcą 2 plutonu żandarmerii w Warszawie należącego do 1 dywizjonu żandarmerii. 30 stycznia 1920 roku został przeniesiony do Dowództwa Żandarmerii przy Dowództwie Okręgu Generalnego „Kielce” na stanowisko dowódcy plutonu żandarmerii w Miechowie. 12 czerwca 1920 roku został odkomenderowany do Winnicy na Ukrainie. 30 lipca 1920 roku został mianowany warunkowo z dniem 1 maja 1920 roku porucznikiem w żandarmerii. 1 czerwca 1921 roku nadal pełnił służbę w Dywizjonie Żandarmerii Wojskowej Nr 3, a jego oddziałem macierzystym był 25 pułk piechoty w Piotrkowie. 3 maja 1922 roku został zweryfikowany w stopniu porucznika ze starszeństwem z dniem 1 czerwca 1919 roku i 988. lokatą w korpusie oficerów piechoty, a jego oddziałem macierzystym był nadal 25 pułk piechoty. W 1923 roku był oficerem 85 pułku Strzelców Wileńskich w Nowej Wilejce. 1 grudnia 1924 roku został mianowany kapitanem ze starszeństwem z dniem 15 sierpnia 1924 roku i 7. lokatą w korpusie oficerów uzbrojenia. W tym samym roku pełnił służbę w Szkole Broni Chemicznej w Warszawie na stanowisku gospodarza szkoły, pozostając oficerem nadetatowym Okręgowego Zakładu Uzbrojenia Nr I. Cztery lata później służył w Dowództwie Okręgu Korpusu Nr I w Warszawie, pozostając w kadrze oficerów artylerii. W 1932 roku pełnił służbę w 1 Okręgowym Szefostwie Uzbrojenia w Warszawie. W 1939 roku pełnił służbę w Szefostwie Uzbrojenia Okręgu Korpusu Nr VII w Poznaniu na stanowisku inspektora amunicji i pgaz.
W czasie kampanii wrześniowej 1939 roku dostał się do niemieckiej niewoli. Przebywał w Oflagu XII A Hadamar (nr jeńca 748). 30 maja 1942 roku został przeniesiony do Oflagu II D Gross-Born .

## Ordery i odznaczenia
- Krzyż Niepodległości (9 listopada 1931)[14]
- Srebrny Krzyż Zasługi (10 listopada 1928)[15]